# Amalarik
Amalarik (gotsko *Amalareiks, špansko in portugalsko Amalarico) je bil od leta 522 do svoje smrti v bitki leta 531 kralj Vizigotov, * 502, Vizigotsko kraljestvo, † 531, Barcelona, Vizigotsko kraljestvo.
Bil je sin kralja Alarika II. in njegove prve žene Teodogote, hčerke Teoderika Velikega. 
Ko je bil Alarik II. ubit v bitki s frankovskim kraljem Klodvikom I. pri pri Vouilléu leta 507, je njegovo kraljestvo razpadlo. Herwig Wolfram piše, da je bila "bolj kot uničenje gotske vojske in izguba akvitanskih provinc in prestolnice Toulouse pomembna smrt kralja". Alarik ni poskrbel za naslednika, čeprav je imel dva sinova: eden je bil polnoleten, vendar nezakonski, drugi, Amalarik, pa sin zakonite žene,  a še vedno otrok. Amalaric je bil zaradi varnosti odpeljan v Španijo, v kateri je skupaj s Provanso preko svojega namestnika Teudisa odslej vladal Teoderik Veliki, Amalarikov stari oče po materini strani. Za kralja je bil izbran Alarikov starejši sin Gezalek, vendar je bila njegova vladavina katastrofalna. Ostrogotski kralj Teoderik je proti Gezaleku poslal vojsko pod poveljstvom svojega mečenosca Teudisa, navidezno v Amalrikovem  imenu. Gezalec je pobegnil v Afriko,  Ostrogoti pa so nato pregnali Franke in njihove zaveznike Burgunde ter povrnili posesti na jugu Novempopulanije,  Rodez in verjetno celo Albi in Toulouse. Po Klodvikovi smrti leta 511 je Teoderik z njegovimi nasledniki sklenil mir in zagotovil vizigotsko oblast v najjužnejšem delu Galije, ki je trajala do konca obstoja kraljestva.
Leta 522 je bil mladi Amalarik razglašen za kralja, štiri leta kasneje pa je po Teoderikovi smrti prevzel polno kraljevsko oblast. Provansi se je odrekel v korist svojega bratranca Atalarika. Njegovo kraljestvo so s severa začeli ogrožati Franki, kar ga je po mnenju Petra Heatherja spodbudilo, da se je poročil s Klodvikovo hčerko Klotildo. Zakon ni bil uspešen, ker je Amalarih po navedbah Gregorja Tourskega pritiskal na svojo ženo, naj se iz pravoslavja spreobrne v arijanstvo. Enkrat jo je tako pretepel, da je začela krvaveti. Klotilda je brisačo, prepojeno z njeno krvjo, poslala svojemu bratu, pariškemu kralju Hildebertu I. Zgodba Gregorja Tourskega je verjetno pristranska, frankovska intrvencija pa se je kljub temu zgodila.
Hildebert I. je porazil vizigotsko vojsko in osvojil Narbonne. Amalrik je pobegil na jug v Barcelono, kjer so ga, po pisanju Izidorja Seviljskega, ubili njegovi možje. Po mnenju Petra Heatherja je bil v umor vpleten bivši guverner Teudis, ki je imel od umora največ koristi.
Klotilda je po besedah Gregorja Tourskega umrla "po nesreči" na poti domov. Pokopali so je v Parizu ob očetu Klodviku I.